# ستيلا كونكات
ستيلا كونكات (بالألمانية: Stella Kunkat)‏ هي ممثلة ألمانية، ولدت في 1998 ببرلين في ألمانيا.

## أعمال

### أفلام
- (2008) امرأة في برلين[5]

## وصلات خارجية
- ستيلا كونكات على موقع IMDb (الإنجليزية)
- ستيلا كونكات على موقع ألو سيني (الفرنسية)
- ستيلا كونكات على موقع قاعدة بيانات الفيلم (الإنجليزية)
- ستيلا كونكات على موقع كينوبويسك (الروسية)